# Palacio Beloselski-Belozerski

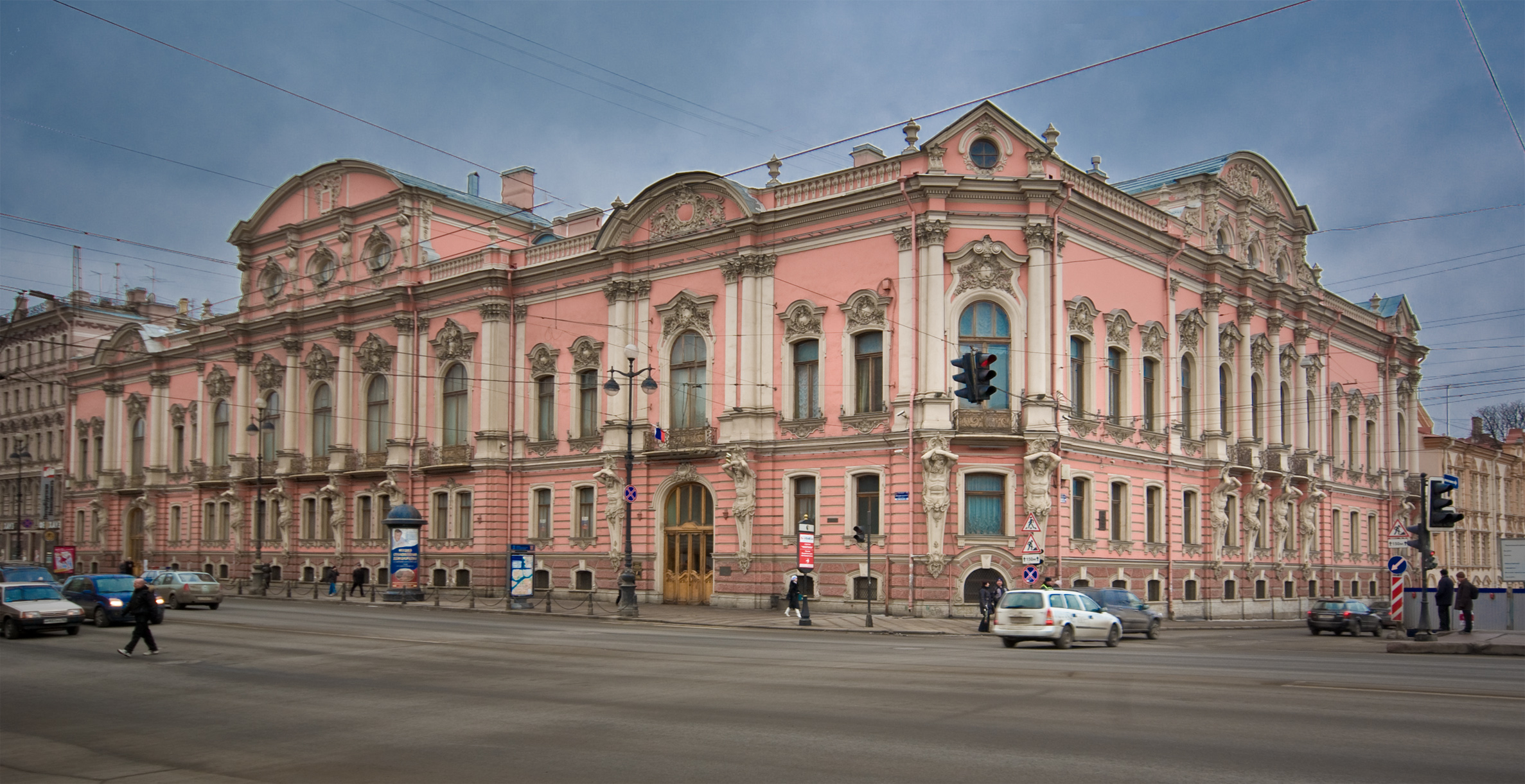
Palacio Beloselski-Belozerski

El palacio Beloselski-Belozerski (en ruso: Дворе́ц Белосе́льских-Белозе́рских; también conocido antes de la Revolución como el palacio de la Gran Duquesa Isabel Fiódorovna, o el palacio Serguéi o palacio Dimitri) es un palacio neobarroco ubicado en la intersección del río Fontanka y Nevsky Prospekt en San Petersburgo, Rusia. Las ventanas de color malva del palacio Stróganov, diseñadas por Bartolomeo Rastrelli en la década de 1750 y ubicadas en frente del Nevsky.

## Historia

### SigloXVIII
El primer palacio Beloselski-Belozerski fue construido en la Nevsky Prospekt en 1747 a instancias del príncipe Mijaíl Andréievich Beloselski (1702-1755) durante el reinado de Isabel I de Rusia; el edificio, mucho más pequeño que el existente en la actualidad, se construyó siguiendo el estilo francés con un gran jardín privado y un pequeño muelle en el canal, estaba estucado y pintado, imitando la piedra caliza parisina. 
Fue heredado por su hijo —el príncipe Aleksandr Mijáilovich Beloselski (1752-1809)— él se encargó de comprar en 1800 una parcela que permitió la ampliación del edificio hacia el noroeste. El príncipe Aleksandr Mijáilovich fue amigo íntimo, defensor y sirviente del zar Pablo I de Rusia. Debido a su extraordinaria relación, el zar Pablo I permitió, en 1800, la renovación del antiguo título de príncipe de Belozersk. Fue desde entonces que se les conoció como la familia Beloselski-Belozerski. De este modo dieron el nombre de su familia al palacio. La segunda mujer de Aleksandr Mijáilovich, Anna Grigórievna (nacida Kozítskaya) fue la heredera de una inmensa fortuna que recibió por su madre (de la zona de los Urales, Nizhni Tagil, Beloretsk una zona rica en metales y minería). Esto permitió posteriores adquisiciones de terrenos en San Petersburgo, incluyendo la isla Krestovsky así como otras ampliaciones del palacio Beloselski-Belozerski. 
El palacio pasó por sucesión familiar a  Esper Aleksándrovich Beloselski-Belozerski (hijo de Aleksandr Mijáilovich) que falleció en su juventud. Su viuda la princesa Elena Pávlovna Belosélskaya-Belozérskaya (nacida Bíbikova) fue la propietaria del palacio hasta la mayoría de edad de Konstantín Espérovich Beloselski-Belozerski (hijo único de Esper Aleksándrovich y Elena Pávlovna).
Fue por su intercesión a quien se debe que el palacio tenga el aspecto tan lujoso. Por añadidura a la riqueza de los Beloselski-Belozerski, Elena Pávlovna además heredó una fortuna de su propia familia, los Bíbikov. Ella decidió actualizar y reconstruir el palacio para seguir su gusto. Ella no contaba con el viejo edificio y deseaba un nuevo palacio realizado por el célebre Andréi Stackenschneider, el arquitecto de corte del zar Nicolás I de Rusia. Para satisfacer su deseo, la princesa pidió permiso al zar Nicolás I, y de este modo realizar su encargo. Ella consiguió el permiso del zar, de tal modo que su palacio fue el único que realizó por encargo privado en todo San Petersburgo el arquitecto Stackenscheider. La princesa se volvió a casar con el príncipe Vasili Kochubéy, hijo de Víctor Kochubéy.

### SigloXIX
Desde la reconstrucción y apertura al público, el palacio Beloselski-Belozerski ganó reputación de ser uno de los más elegantes de toda Rusia, así como por ofrecer los bailes y conciertos más suntuosos de todo San Petersburgo. Elena Pávlovna también tenía la reputación de ser la mejor anfitriona de la ciudad (un papel que más tarde detentó la Gran Duquesa María Pávlovna, una nuera de Alejandro II de Rusia. 
El palacio actual, se dice que tiene un aspecto muy similar al cercano Palacio Stróganov que se encuentra subiendo Nevsky Prospect, en la esquina con el canal de Moika. A David Jensen se lo preguntó sobre la posibilidad de crear una réplica de él. Después de las grandes renovaciones de 1847-48, el palacio —mejorado con un piano nobile, un salón de conciertos, pinturas de Van Loo y una iglesia palaciega— adquirió un deslumbrante aspecto rococó. 
Cuando el hijo de la princesa Elena Pávlovna, el príncipe Konstantín Espérovich Beloselski-Belozerski fue mayor de edad heredó el palacio y vivió allí con su esposa (llamada Nadezhda Dmítrievna Skóbeleva) y sus numerosos hijos. Aunque era más habitual que viviese en una bella casa  situada en la isla Krestovsky (Krestovski Óstrov), el inmenso palacio Beloselski-Belozerski suponía un elevadísimo coste para los recursos de una familia que había vivido mejores tiempos.
El palacio se puso a la venta al tiempo del compromiso matrimonial entre el gran duque Sergio Aleksándrovich Románov de Rusia y la princesa Isabel Fiódorovna Románova en 1883. La pareja que necesitaba una residencia ajustada a sus necesidades en la ciudad, encontraron el palacio y lo hicieron su residencia principal después de su compra, ellos otorgaron al palacio su actual rojo de la fachada exterior.
Durante el tiempo de propiedad del gran duque Sergio Aleksándrovich Románov, el palacio sufriría aún una extensa remodelación y el interior fue rehecho en muchos elementos. La redecoración incluyó una gran librería así como una capilla ortodoxa. La pareja no tuvo hijos, pero en su casa se celebraban numerosos eventos y fiestas para niños que organizaba la gran duquesa. Ellos finalmente acogieron a sus parientes, el Gran Duque Demetrio Románov y la Gran Duquesa Maria Pávlovna, sobrinos de Sergio a través de su hermano pequeño.

### SigloXX
El gran duque Serguéi Aleksándrovich fue un ultraconservador que, en 1892, como gobernador de Moscú, llevó a cabo la orden de expulsar de la ciudad una gran parte de la población judía. Fue asesinado por un atentado terrorista con bomba en el Kremlin de Moscú el 17 de febrero de 1905. A partir de ahí el palacio pasó a su viuda Isabel Fiodorovna que se retiró a un convento y se convirtió en monja en 1909. Marchó a vivir al convento de Santa Marta y Santa María y quiso que el palacio quedase para su pupilo el Gran Duque Dimitri.
El gran duque Dimitri lo vendió en el advenimiento de la Revolución rusa; dos años más tarde fue nacionalizado y fue la sede del Sóviet regional hasta 1991, cuando fue destinado a centro municipal de cultura. Los interiores rococós del palacio sufrieron un considerable daño durante la Segunda Guerra Mundial; fueron restaurados a su estado original en 1954 y ahora alberga conciertos de cámara para público reducido, así como figuras de cera.

### Galería de imágenes

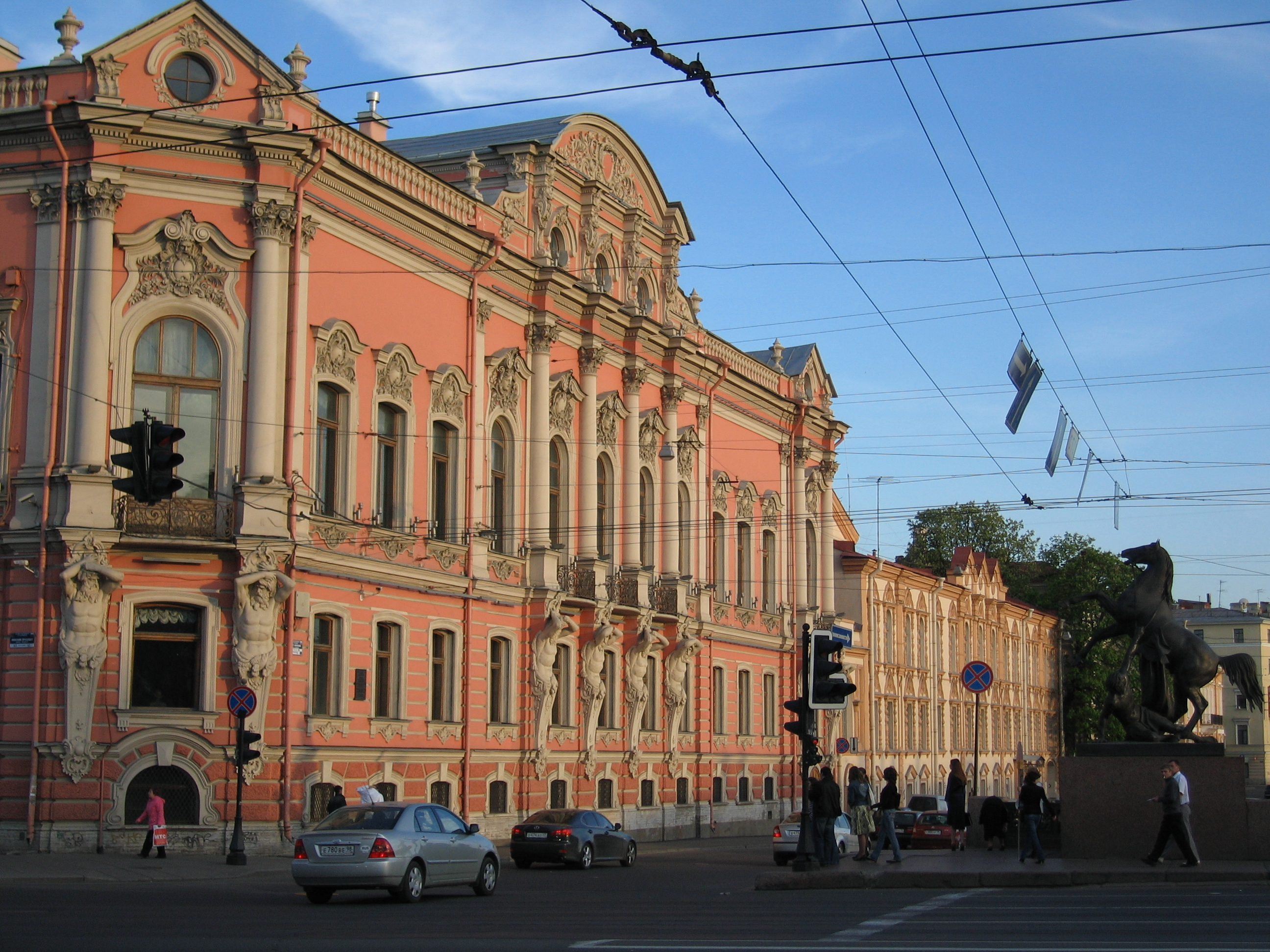
Vista del palacio desde el puente Puente Aníchkov
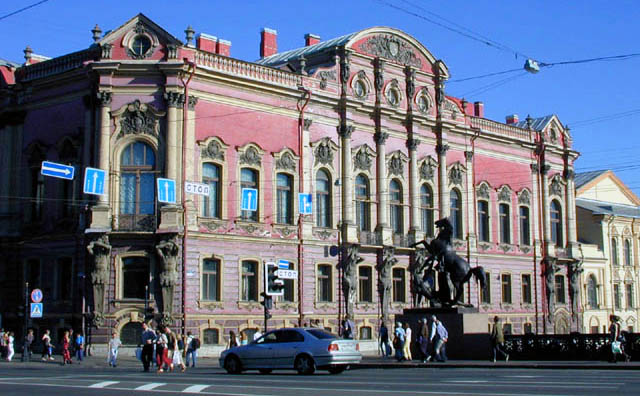
Otra vista desde el puente Aníchkov
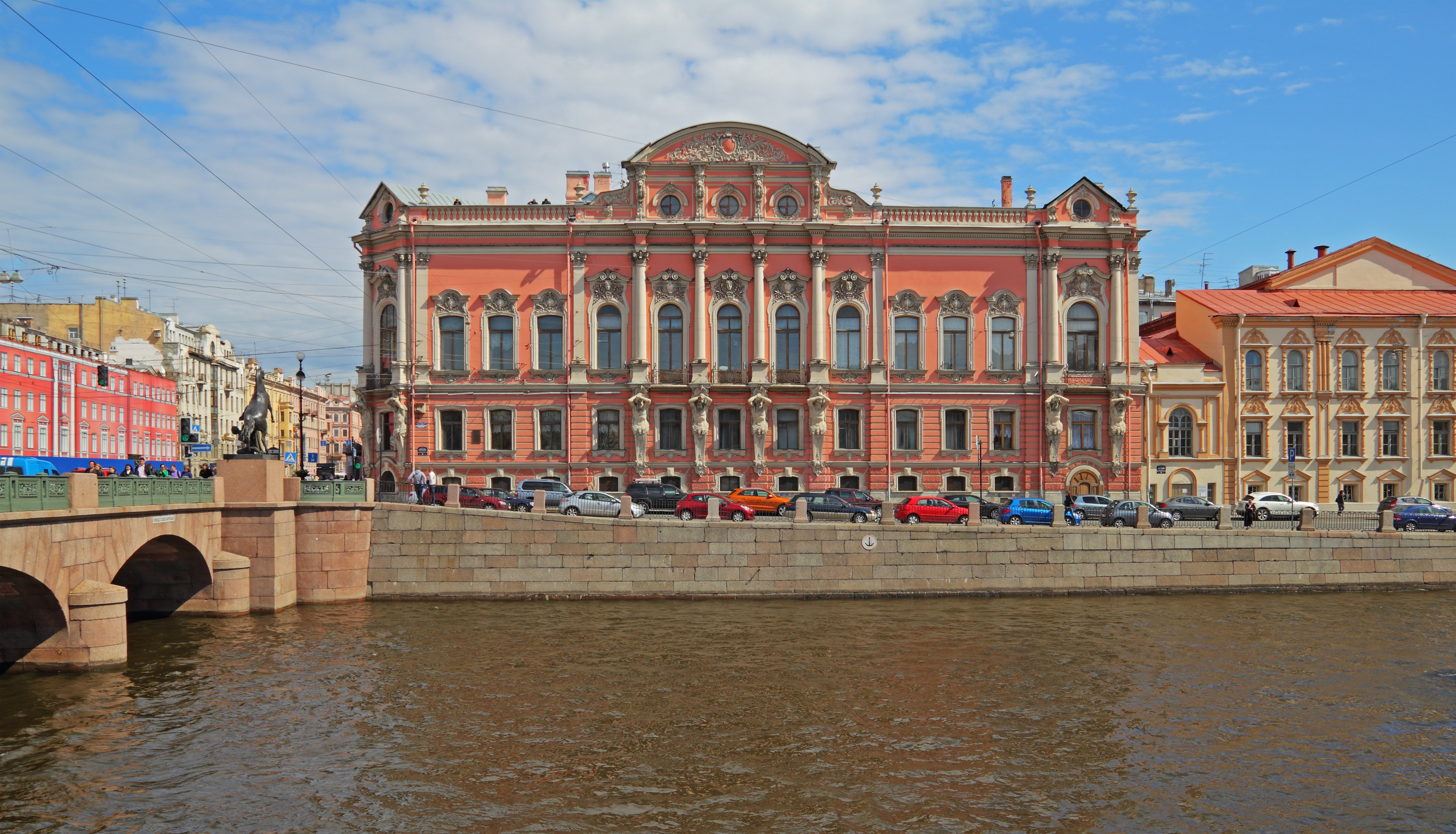
Palacio Beloselski-Belozerski.